# 邵秉仁
邵秉仁（1945年12月—），吉林四平人，汉族，中华人民共和国政治人物，国家电力监管委员会原副主席，中国共产党党员，第十一届全国政协委员。

## 生平
2008年，当选第十一届全国政协委员，代表科学技术界，分入第三十一组。并担任人口资源环境委员会副主任。